# Хугата
Хуга́та (осет. Хуыга́тæ, груз. ხუგათა) или Хугатика́у (осет. Хуыга́тыхъæу — «селение Хугаевых») — небольшое село на западе Дзауского района Южной Осетии. Относится к Цонской сельской администрации в РЮО.

## История
Село было основано и заселено несколько веков назад представителями осетинской фамильной группы Хугаевых, пришедшими сюда из долины Джоджоры.
С позднего средневековья и вплоть до присоединения Осетии к Российской империи входило в состав Кударского общества. Административно село входило в уезд Рача Кутаисской губернии. Позднее, с образованием в 1922 году Юго-Осетинской автономной области, стало входить в район Кударо, а позже было включено в состав Джавского района.
В годы коллективизации в Хугате и в остальных сёлах ущелья были организованы колхозы. В селе Цон была открыта школа, где учились дети со всех окрестных сёл.
До распада СССР этих местах было развито животноводство. Жители сёл преимущественно разводили крупно-рогатый скот, а в меньшей степени овец и коз. Кроме того местные жители возделывали ячмень, дававший богатый урожай, а также сеяли кукурузу и фасоль.

## География
Село располагается в небольшом Цонском ущелье на правом берегу верхнего течения реки Квирила, у северных отрогов Рачинского хребта.
С севера над селом возвышается гора Уал-Хох, высотой 2359,2 метра. А юго-западнее от села находится гора Сырхлабырдта (Лебеурисмта), высотой 2862,7 м. Северо-западнее, на расстоянии около 7 км от Хугатыкау располагается шахтёрский городок Квайса, а восточнее, на расстоянии около 4 км за урочищем Барджин-Хох находится озеро Эрцо.
Хугата самое верхнее село по течению Квирилы. Южнее него, вниз по течению располагаются селения Битета (Битетыкау), к которому Хугата прилегает с юго-востока; Цон, Доттота и Хампалгом.

## Население
В советские годы село состояло из 16 дворов, а население составляло около 70 человек. Ныне же (2010 год) в Хугатыкау осталось всего несколько хозяйств. Из-за отсутствия нормальной инфраструктуры и благоприятных условий для жизни в зимнее время (эти места отличаются обилием снега) население его практически покинуло. По переписи 2015 года численность населения с. Хугата составила 8 жителей.

### Топографические карты
- Лист карты K-38-52 Джава. Масштаб: 1 : 100 000. Состояние местности на 1987 год. Издание 1989 г.